# Ian Murdock
Ian Murdock (Konstanz, 1973. április 28. – San Francisco, 2015. december 28.) amerikai informatikus mérnök, a Debian projekt és a Progeny alapítója.

## Pályafutása
1993. augusztus 27-én a comp.os.linux.development hírcsoportnak írt levelének tárgyában szerepelt már a Debian, ettől számítjuk a Debian születését. Ekkor még a Purdue University egyetemen tanult, ahol 1996-ban főiskolai diplomát szerzett számítástudományból. A Debian elnevezés Ian Murdock és Deborah (Ian volt kedvesének) nevének összevonásából áll. 1993-ban megnősült és 1996-ig együtt élt kedvesével, majd 2007. augusztus 10-én beadta a válókeresetet és 2008 januárjában elváltak.
2006 januárjában Murdockot nevezték ki műszaki vezérigazgató-helyettesnek a Free Standards Group-nál, és választott elnöke lett a Linux Standard Base munkacsoportnak. Amikor a Free Standards Group és az Open Source Development Labs egyesült Linux Foundation néven, Murdock vezérigazgató-helyettesként folytatta munkáját.
2007 márciusában elhagyta a Linux Foundationt, hogy csatlakozzon a Sun Microsystemshez, hogy vezesse az Indiana-projektet. 2007 márciusától 2010 februárjáig volt az alelnöke a cég Emerging Platforms-ának, mígnem a céget beolvasztotta az Oracle, és ő lemondott a posztjáról.
2011 és 2015 között Murdock volt az alelnöke az indianapolisi székhelyű fejlesztő közösségnek, a Salesforce Marketing Cloud-nak.
2015. novemberétől haláláig a Docker Inc.-nek dolgozott.

## Halála
A 2015. december 28-án bekövetkezett halálának oka kezdetben még ismeretlen volt, de utolsó tweet bejegyzésében arról írt, hogy rendőrök verték meg, és öngyilkossággal fenyegetőzött. San Franciscóban hunyt el, ahol haláláig élt. A rendőrség megerősítette, hogy őrizetbe vették, mert illett rá egy bejelentett rablás személyleírása, és ittasnak tűnt. Később megállapították, hogy Murdock volt az elkövető, illetve hozzátették, hogy nem öngyilkosság volt a halál oka (ezt később visszavonták). Murdocknak addig még sosem volt összetűzése a törvénnyel. 2016 júliusában bejelentették, hogy öngyilkosság volt halálának oka.

## Fordítás
- Ez a szócikk részben vagy egészben  az   Ian Murdock című angol Wikipédia-szócikk ezen változatának fordításán alapul.  Az eredeti cikk szerkesztőit annak laptörténete sorolja fel. Ez a jelzés csupán a megfogalmazás eredetét és a szerzői jogokat jelzi, nem szolgál a cikkben szereplő információk forrásmegjelöléseként.